# Generalni sekretar Evropske komisije
Generalni sekretar Evropske komisije je višji javni uslužbenec Evropske komisije. Odgovoren je predsedniku Evropske komisije in zadolžen za različne generalne direktorate, ki jih vodijo generalni direktorji.
Njihovo osebje sestavlja generalni sekretariat Evropske komisije.

## Seznam generalnih sekretarjev
- Émile Noël, Francija, 1957–1987
- David Williamson, Združeno kraljestvo, 1987–1997
- Carlo Trojan (nl), Nizozemska, 1997–2000
- David O'Sullivan, Irska, 2000–2005
- Katarinin Day, Irska 2005–2015
- Alexander Italianer, Nizozemska, 2015–2018
- Martin Selmayr, Nemčija, 2018–2019 [1]
- Ilze Juhansone, Latvija, 2019–

## Gej tudi
- Evropska javna služba